# Тест на вагітність

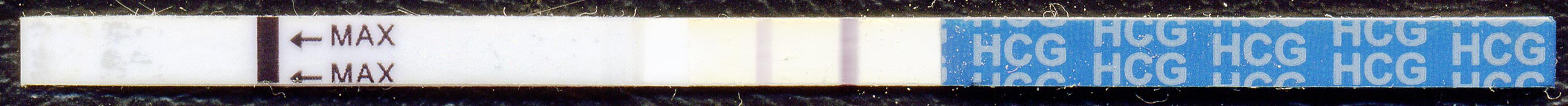
Експрес-тест на вагітність

Тест на вагітність — процедура, що дозволяє виявити одну із ранніх ознак вагітності жінки. Тест, що проводиться вдома досвідченими людьми, майже не відрізняється за точністю від лабораторного тестування (точність складає 97,4 %). Але коли він використовується незнайомими з медициною споживачками, точність падає до 75 %. Причина в тому, що більшість користувачок тесту не розуміють інструкцій до тесту або не дотримуються їх. Неправильне використання може привести як до помилково негативного, так і до помилково позитивного результатів.

## Принцип дії
Для виявлення вагітності аналітичними методами використовується сеча або сироватка крові.

### Дослідження сечі

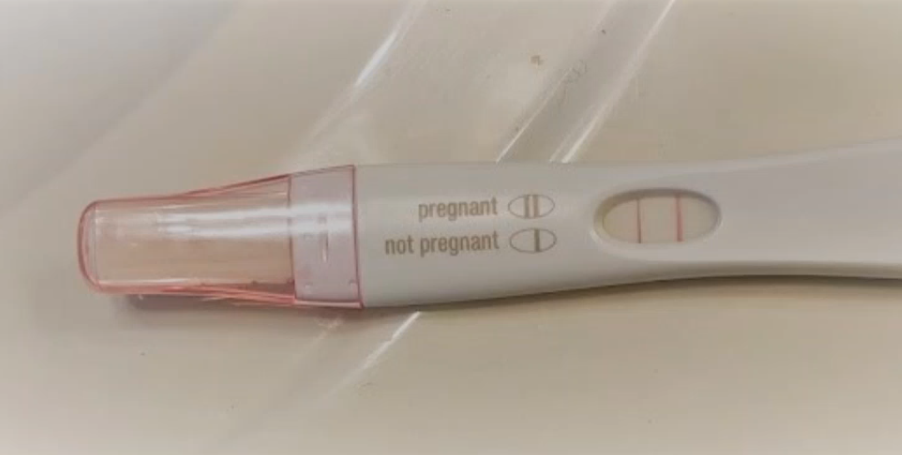
Сучасний тест на вагітність показує позитивний результат (вагітна, дві смужки)

Тести на вагітність доступні будь-кому в аптеках, вони дозволяють швидко провести якісну реакцію на наявність гормональних маркерів вагітності в сечі — найчастіше проводиться реакція на хоріонічний гонадотропін, котрий починає виділятись в певній кількості з сечею через 12-15 днів після запліднення яйцеклітини.
Якісні експрес-тести на виявлення гормональних маркерів у сечі виготовляють у вигляді смужок або подібних засобів. Зазвичай для проведення дослідження досить короткочасного контакту такого засобу з сечею, після чого результат з'являється у вигляді індикаторної смужки, значка або інших помітних маркерів.
Експрес-тести на вагітність потрібні для визначення «гормону вагітності» — хоріонічного гонадотропіну людини (ХГЛ) в сечі. Він присутній в організмі чоловіків та жінок, його концентрація доходить до 5 мОд/мл. В більших кількостях ХГЛ починає вироблятись плацентою, концентрація даного гормону протягом першого триместру вагітності постійно росте. Концентрація ХГЛ у вагітної жінки через 1-2 тижні після запліднення складає близько 25-100 мОд/мл. Тестування можна проводити в будь-який час доби. Але концентрація ХГЛ у ранішній сечі є максимальною, тому на ранніх термінах затримки менструацій рекомендується проводити тестування зранку. Перед проведенням тесту необхідно відмовитись від надмірного споживання рідин і сечогінних препаратів.
При проведенні тестування є шанси отримати помилково позитивний або помилково негативний результат.
Можливі причини помилково позитивного результату (тест показує позитивний результат за відсутності вагітності):
1. Прийняття ліків, що містять ХГЛ;
2. Наявність пухлин;
3. Невелика кількість днів після аборту.

Можливі причини помилково негативного результату (тест показує негативний результат за наявності вагітності):
1. Тест проведено раніше належного терміну (особливо, якщо у жінки нерегулярний менструальний цикл);
2. Патологія нирок і серцево-судинної системи, що перешкоджає виділенню ХГЛ з сечею у нормальній концентрації;
3. Випита велика кількість рідини або сечогінних препаратів перед проведенням тестування.